# 二氧化钍
二氧化钍，别名氧化钍，化学式ThO2。

## 制备
硝酸钍溶液与草酸溶液反应沉淀出草酸钍。经过滤、洗涤、干燥，并在650～800°C下灼烧，制得二氧化钍。
{\displaystyle \ Th(NO_{3})_{4}+2H_{2}C_{2}O_{4}\rightarrow Th(C_{2}O_{4})_{2}+4HNO_{3}}
{\displaystyle \ Th(C_{2}O_{4})_{2}\rightarrow ThO_{2}+2CO_{2}+2CO}

## 物理性质
二氧化钍是不溶于水的重质白色粉末，有放射性。莫氏硬度为6.5。

## 化学性质
二氧化钍可以被金属钙在1000℃还原：
ThO2 + 2 Ca → 2 CaO + Th

## 用途
用作耐火材料、催化剂，也用于制造原子能燃料、光学玻璃、电子管阴极、高温陶瓷和白炽灯等。以前亦用作顯影劑，唯因安全問題已棄用。